# Oyo, Congo
Oyo este un oraș din Republica Congo.